# Udinese Calcio 1990-1991
Questa voce raccoglie le informazioni riguardanti l'Udinese Calcio nelle competizioni ufficiali della stagione 1990-1991.

## Stagione

Abel Balbo, alla sua seconda stagione a Udine, esplose definitivamente con 22 gol in 37 gare.

Nella stagione 1990-1991 l'Udinese disputa il campionato di Serie B, chiudendolo all'ottavo posto con 38 punti: ma 43 sono quelli che ha conquistato sul campo, data la penalizzazione di 5 punti per illeciti sportivi, retaggio della stagione precedente – senza di essa i friulani avrebbero chiuso il torneo al terzo posto, con conseguente promozione in Serie A.
Patron dell'Udinese è divenuto Giampaolo Pozzo senza però ricoprire nessuna carica, per sua scelta. In questa stagione, ufficialmente, al vertice vi è un triunvirato formato da Gabriele Cianci, Silvano Meneghini e Marino Mariottini, a cui dall'aprile 1991 si aggiunge Ferruccio Saro.
Per l'Udinese si tratta di una stagione travagliata, che vede l'avvicendamento di ben tre tecnici: all'inizio Rino Marchesi, al quale subentra Pietro Fontana, per finire il campionato con Adriano Buffoni. I cinque punti di penalizzazione sono un pesante fardello psicologico, tanto per la squadra, ché per l'ambiente bianconero. Gradualmente in campionato l'Udinese recupera posizioni, grazie alle reti di Abel Balbo, con i bianconeri che riescono ad agganciare il quarto posto in primavera, ma in seguito un calo fisico e psicologico non permette di mantenerlo. Si chiude così in calo il torneo all'ottavo posto.
A Udine la promozione è rimandata, nonostante l'attaccante Balbo sia grande protagonista con 22 reti che lo laureano capocannoniere del campionato cadetto, in coabitazione col foggiano Francesco Baiano e l'ascolano Walter Casagrande. 
Nella Coppa Italia i friulani superano nel primo turno la Casertana, nel secondo turno sono eliminati dal torneo per mano del Pisa.

## Rosa
| N. |                      | Ruolo | Calciatore          |
| -- | -------------------- | ----- | ------------------- |
|    | Italia (bandiera)    | P     | Graziano Battistini |
|    | Italia (bandiera)    | P     | Claudio Garella     |
|    | Italia (bandiera)    | P     | Giuliano Giuliani   |
|    | Italia (bandiera)    | D     | Antonio Cavallo     |
|    | Italia (bandiera)    | D     | Settimio Lucci      |
|    | Italia (bandiera)    | D     | Manuel Marcuz       |
|    | Italia (bandiera)    | D     | Emidio Oddi         |
|    | Italia (bandiera)    | D     | Alessandro Orlando  |
|    | Argentina (bandiera) | D     | Néstor Sensini      |
|    | Italia (bandiera)    | D     | Massimo Susic       |
|    | Italia (bandiera)    | D     | Giorgio Zanutta     |
|    | Italia (bandiera)    | C     | Giuseppe Catalano   |

| N. |                      | Ruolo | Calciatore          |
| -- | -------------------- | ----- | ------------------- |
|    | Italia (bandiera)    | C     | Francesco Dell'Anno |
|    | Italia (bandiera)    | C     | Luca Mattei         |
|    | Italia (bandiera)    | C     | Angelo Orlando      |
|    | Italia (bandiera)    | C     | Rocco Pagano        |
|    | Italia (bandiera)    | C     | Willy Pittana       |
|    | Italia (bandiera)    | C     | Fabio Rossitto      |
|    | Italia (bandiera)    | C     | Rodolfo Vanoli      |
|    | Argentina (bandiera) | A     | Abel Balbo          |
|    | Italia (bandiera)    | A     | Antonio De Vitis    |
|    | Italia (bandiera)    | A     | Marco Giulieni      |
|    | Italia (bandiera)    | A     | Lorenzo Marronaro   |
|    | Italia (bandiera)    | A     | Marco Negri         |

## Risultati

### Campionato

#### Girone di andata
| Arbitro: | Beschin (Legnago) |

|               |           |  |
| Simonetta 51’ | Marcatori |  |

| Udine 16 settembre 1990 2ª giornata | Udinese          | 0 – 0 | Avellino | Stadio Friuli\| Arbitro: \| Cornieti (Forlì) \| |
| Arbitro:                            | Cornieti (Forlì) |       |          |                                                 |

| Arbitro: | Frigerio (Milano) |

|               |           |             |
| N. Martini 7’ | Marcatori | 65’ Sensini |

| Udine 30 settembre 1990 4ª giornata | Udinese         | 0 – 0 | Ancona | Stadio Friuli\| Arbitro: \| Guidi (Bologna) \| |
| Arbitro:                            | Guidi (Bologna) |       |        |                                                |

| Arbitro: | Merlino (Torre del Greco) |

|  |           |               |
|  | Marcatori | 58’ Dell'Anno |

| Arbitro: | Cardona (Milano) |

|                    |           |            |
| S. De Agostini 50’ | Marcatori | 57’ Mattei |

| Arbitro: | Fabricatore (Roma) |

|                                                  |           |  |
| Mattei 22’ Pagano 38’ Balbo 43’ (rig.) Susic 87’ | Marcatori |  |

| Arbitro: | Luci (Firenze) |

|                                  |           |               |
| Pergolizzi 20’ W. Casagrande 29’ | Marcatori | 68’ Dell'Anno |

| Arbitro: | Mughetti (Cesena) |

|           |           |            |
| Balbo 50’ | Marcatori | 25’ Baiano |

| Arbitro: | Trentalange (Torino) |

|                                             |           |           |
| Marulla 39’ (rig.) Coppola 48’ Biagioni 84’ | Marcatori | 46’ Balbo |

| Arbitro: | Bettin (Padova) |

|                        |           |              |
| Marronaro 8’ Balbo 53’ | Marcatori | 19’ Fioretti |

| Arbitro: | De Angelis (Civitavecchia) |

|                         |           |              |
| Balbo 29’ Marronaro 32’ | Marcatori | 44’ Simonini |

| Arbitro: | Felicani (Bologna) |

|  |           |             |
|  | Marcatori | 40’ Sensini |

| Arbitro: | Luci (Firenze) |

|                      |           |                          |
| Balbo 2’ Sensini 10’ | Marcatori | 7’ Albertini 40’ Parlato |

| Arbitro: | Fucci (Salerno) |

|                                |           |  |
| Lucci 10’ (aut.) Ganz 34’, 49’ | Marcatori |  |

| Arbitro: | Merlino (Torre del Greco) |

|                         |           |  |
| Dell'Anno 11’ Balbo 48’ | Marcatori |  |

| Arbitro: | Longhi (Roma) |

|            |           |             |
| Cerone 83’ | Marcatori | 75’ Sensini |

| Arbitro: | Chiesa (Livorno) |

|                              |           |                                  |
| Dell'Anno 42’ Balbo 62’, 70’ | Marcatori | 40’ Protti 86’ Traini 88’ Bonomi |

| Arbitro: | Quartuccio (Torre Annunziata) |

|                   |           |                     |
| M. Pellegrini 22’ | Marcatori | 74’ (aut.) Presicci |

#### Girone di ritorno
| Arbitro: | D'Elia (Salerno) |

|                     |           |                 |
| Pagano 4’ Balbo 33’ | Marcatori | 53’ (rig.) Paci |

| Arbitro: | Bazzoli (Merano) |

|                             |           |  |
| Gentilini 11’ Battaglia 50’ | Marcatori |  |

| Arbitro: | Felicani (Bologna) |

|                        |           |  |
| Cavallo 30’ Mattei 56’ | Marcatori |  |

| Arbitro: | Chiesa (Livorno) |

|  |           |                        |
|  | Marcatori | 41’ Balbo 47’ Marronao |

| Arbitro: | Rosica (Roma) |

|           |           |             |
| Balbo 10’ | Marcatori | 22’ Maspero |

| Arbitro: | Bazzoli (Merano) |

|                                        |           |               |
| Mattei 32’ Daniel 72’ (aut.) Balbo 74’ | Marcatori | 54’ Ravanelli |

| Arbitro: | Mughetti (Cesena) |

|             |           |            |
| Zannoni 70’ | Marcatori | 39’ Mattei |

| Arbitro: | Quartuccio (Torre Annunziata) |

|                          |           |  |
| W. Casagrande 81’ (aut.) | Marcatori |  |

| Arbitro: | Cesari (Genova) |

|                  |           |                        |
| Signori 19’, 34’ | Marcatori | 65’ Lucci 77’ De Vitis |

| Arbitro: | Iori (Parma) |

|                                                  |           |  |
| Aimo 47’ (aut.) Balbo 63’ (rig.), 69’ Pagano 88’ | Marcatori |  |

| Arbitro: | Stafoggia (Pesaro) |

|                             |           |                       |
| Bivi 47’ (rig.), 90’ (rig.) | Marcatori | 43’ (rig.), 73’ Balbo |

| Arbitro: | Fucci (Salerno) |

|                        |           |             |
| Scienza 50’ Soncin 77’ | Marcatori | 36’ Cavallo |

| Arbitro: | Frigerio (Milano) |

|           |           |  |
| Balbo 65’ | Marcatori |  |

| Arbitro: | Cesari (Genova) |

|                                 |           |           |
| Galderisi 64’ (rig.) Longhi 78’ | Marcatori | 46’ Balbo |

| Arbitro: | Bazzoli (Merano) |

|                                |           |                          |
| Balbo 15’ (rig.) Marronaro 68’ | Marcatori | 12’ Bonometti 73’ Giunta |

| Arbitro: | Nicchi (Arezzo) |

|                              |           |  |
| D. Pellegrini 13’ Lunini 95’ | Marcatori |  |

| Arbitro: | Pezzella (Frattamaggiore) |

|            |           |            |
| Mattei 18’ | Marcatori | 77’ Cerone |

| Arbitro: | Felicani (Bologna) |

|                                    |           |                         |
| Susic 23’ (aut.) Protti 78’ (rig.) | Marcatori | 22’ Marronaro 74’ Balbo |

| Arbitro: | Trentalange (Torino) |

|           |           |                 |
| Balbo 23’ | Marcatori | 6’ P. Sacchetti |

### Coppa Italia

#### Primo turno
| Arbitro: | Chiesa (Livorno) |

|                                            |           |                 |
| Dell'Anno 30’ Balbo 47’, 68’ Marronaro 78’ | Marcatori | 72’ C. Esposito |

| Arbitro: | Fabricatore (Roma) |

|           |           |  |
| Suppa 35’ | Marcatori |  |

#### Secondo turno
| Arbitro: | Iori (Parma) |

|  |           |                |
|  | Marcatori | 77’ Piovanelli |

| Arbitro: | Scaramuzza (Mestre) |

|                |           |  |
| Piovanelli 41’ | Marcatori |  |